# Rodolfo Aínsa Escartín
Rodolfo Aínsa Escartín (Sabiñánigo, Huesca, 1944-Sabiñanigo, 26 de agosto de 2021) fue un empresario, político y senador español, miembro del Partido Popular (PP). Presidente de la  Diputación de Huesca (1995-1999).

## Biografía
Comenzó su actividad profesional como empresario en el sector inmobiliario del Alto Gállego, desde donde realizó algunos proyectos en República Dominicana.
Su carrera política se inició como concejal del ayuntamiento de Sabiñanigo, donde permaneció durante tres legislaturas (1991-2003). Posteriormente presidió el Partido Popular en el Alto Aragón (1996-2000).
Entre 2004 y 2008 fue senador del PP en la VIII legislatura, donde intervino en diversas comisiones: Comisión de incompatibilidades; Comisión de fomento y vivienda; Comisión general de las Comunidades Autónomas; Comisión de la sociedad de la información y el conocimiento. También fue vocal suplente en la delegación española en la Asamblea Parlamentaria de la OTAN. Durante esa legislatura, junto con el ministro Francisco Álvarez Cascos, impulsó la llegada del tren de Alta Velocidad (AVE) a Huesca (2003), y la construcción del aeropuerto Huesca-Pirineos (2007).
Falleció en su domicilio de la capital serrablesa, a los 76 años, el 26 de agosto de 2021.